# Salomé Ureña
Œuvres principales
- A la Patria (À la Patrie)
- El ave y el nido (L'oiseau et le nid)
- Sombras (Ombres)

Salomé Ureña Díaz de Henríquez, née le 21 octobre 1850, morte le 6 mars 1897, est une poétesse et éducatrice dominicaine, une des figures centrales de la poésie lyrique du XIXe siècle, et une éducatrice à l'origine du premier centre d'éducation supérieure  pour femmes, dans son pays.
Ses publications évoquent notamment son attachement patriotique, à une époque où l'île se bat pour son indépendance, sa foi dans le progrès de la science et de l'éducation, et son environnement familier. Bien que son œuvre ne soit pas très étendue, elle a attiré  l'attention en Amérique latine. Parmi ses travaux ses plus notables se trouvent: À la Patrie, L'oiseau et Le nid et Sombras (Ombres), entre autres.

## Biographie
Salomé Ureña est née à Saint-Domingue, en République dominicaine, le 21 octobre 1850. elle est la fille  de l'avocat et écrivain Nicolás Ureña de Mendoza,  et de Gregoria Díaz de León, qui a donné à sa fille ses premières leçons éducatives. Son père lui a enseigne les œuvres classiques d'auteurs espagnols et français. Elle commence à écrire des poèmes vers quinze ans, et les publie vers dix-sept ans, en se faisant connaître par sa spontanéité et tendresse. Ses premières œuvres sont publiées sous le pseudonyme de «Herminia». Ce nom de plume est utilisé jusqu'à 1874, et il est cité dans la première anthologie des poètes dominicains, Lira de Quisqueya: Poesias dominicanas, une anthologie publiée par José Castellanos cette même année 1874,.
Le 11 février 1880, à l'âge de vingt-neuf ans, elle se marie avec le docteur, penseur, écrivain, et homme politique Francisco Henríquez y Carvajal (qui deviendra bien des décennies plus tard, en 1916, le 45e président de la République Dominicaine),. Francisco Henriquez y Carvajal lui fait partager sa foi dans le progrès scientifique et lui fait découvrir un éducateur portoricain, séjournant en République dominicaine, Eugenio María de Hostos. Salomé Ureña et Francisco Henriquez y Carvajal ont quatre enfants : Francisco, Pedro, Max et Camila. Ces enfants deviendront au XXe siècle des personnalités du monde littéraire et artistique en Amérique latine.
Le 3 novembre 1881, elle ouvre le premier centre d'éducation supérieure pour les jeunes femmes de la République Dominicaine. Elle consacre son action à l'éducation des femmes, et au devenir culturel et politique de son pays. À partir de 1885, la dictature d'Ulises Heureaux  et la longue absence de son mari, parti en Europe de 1887 à 1891, créent un contexte difficile.
Elle meurt de la tuberculose en 1897, à l'âge de 46 ans. Sa mort donne lieu à un hommage populaire. Elle est enterrée à l'église de Notre Dame des Grâces et sa dépouille est déplacée en 1972 au Panteón de la Patria, à Saint-Domingue. Salomé Ureña n'est pas seulement une écrivaine et éducatrice dominicaine, mais aussi une grande militante de l'égalité de droits entre des femmes et des hommes.

## Œuvres
- 1873 - La gloria del progreso (La gloire du progrès)
- 1876 - Ruinas (Ruines')
- 1877 - La llegada del invierno (L'arrivée de l'hiver)
- 1878 - La fe en el porvenir (La foi dans l'avenir)
- 1880 - Anacaona
- 1880 - Poesía de Salomé Ureña de Henríquez (Poésie de Salomé Ureña de Henríquez)
- 1881 - Sombras (Ombres)
- 1897 - Mi Pedro (Mon Pedro)

Autres œuvres :
- A la Patria (À la Patrie)
- A mi madre (À ma mère)
- A Quisqueya
- Amor y anhelo (Amour et souhait)
- Angustias (Angoisses)
- Caridad (Charité)
- El ave y el nido (L'oiseau et le nid)
- El cantar de mis cantares (Le chant de mes chansons)
- En defensa de la sociedad (Défense de la société)
- En el nacimiento de mi primogénito (Dans la naissance de mon premier-n
- Impresiones (Impressions)
- Las horas de angustias (Les heures d'angoisses)
- Luz (Lumière)
- Melancolía (Mélancolie)
- Mi ofrenda a la Patria (Mon offrande à la Patrie)
- ¡Padre mío! (Père à moi!)
- Quejas (Plaintes)
- Sueños (Rêves)
- Tristezas (Tristesses